# Доля (территориальная единица)
Доля — территориальная единица в Российской империи в составе губернии. Введена в 1710 году Указом Петра I. Каждая доля платила в госбюджет податки от 5536 дворов и находилась в ведении ландрата, который в пределах доли управлял всякими сборами и земскими делами. Доля была упразднена в 1775 году с введением деления губернии на уезды и дистрикты («Учреждение для управления губерний Всероссийской империи» Екатерины II).